# Петренко Володимир Євгенович
Володимир Євгенович Петренко (нар. 18 травня 1964, м. Павлоград, Дніпропетровська обл.) — український театральний режисер. Заслужений діяч мистецтв України (2017). Лауреат премії імені Сергія Данченка НСТДУ (2006), лауреат Дніпровської міської мистецької премії в галузі театрального мистецтва імені Іллі Кобринського (2007), лауреат премії імені Володимира Блавацького (2007). Голова Дніпровського Міжрегіонального відділення Національної спілки театральних діячів України (2021–2024).

## Життєпис
Народився 18 травня 1964 року у місті Павлоград Дніпропетровської області. Свій творчий шлях розпочав у Павлоградському театрі ім. Бориса Захави під керівництвом Анатолія Реви, де прослужив актором 10 років. У цьому ж театрі дебютував як режисер. У 1991 році закінчив факультет культпросвітроботи Харківського державного інституту культури.
Навчався у майстерні Сергія Данченка за спеціальністю режисер драми у Київському інституті театрального мистецтва ім. Івана Карпенка-Карого, який закінчив у 1999 році.
У 1991 році приїхав у Дніпропетровськ та організував театральну студію на базі Палацу Дітей та Юнацтва, що згодом стала театром «Віримо!». У 2003 році режисер став його художнім керівником. Від 2020 року — директор-художній керівник Дніпровського драматичного молодіжного театру «Віримо!». Режисер здійснив близько 50 постановок в театрі «Віримо!» та інших театрах України.

## Основні постановки
- 1992 — «Дім Бернарди Альби» Ф. Ґарсіа Лорки
- 1993 — «Отак загинув Гуска» М. Куліша
- 1995 — «Рядові» О. Дударева
- 1998 — «Шантеклер» Е. Ростана (1998)
- 2000 — «Кролики та удави» Ф. Іскандера
- 2003 — «Доходне місце» О. Островського
- 2007 — «Дуже проста історія» М. Ладо
- 2008 — «Голодна кров» О. Бісик, Т. Волкової, Д. Мєдвєдєвої
- 2011 — «Ворон» К. Ґоцці
- 2013 — «Забути Герострата» Г. Горіна
- 2015 — «Самогубець» М. Ердмана
- 2017 — «Однокласники» Т. Слободзянека
- 2018 — «Ім'я» М. Делапорта, А. Пательєра
- 2021 — «Пані Блаватська» В. Петренка
- 2011 — «Оргія» Лесі Українки
- 2023 — «Поїхати не можна залишитися» за І. Носовським
- 2023 — «Біла пошесть» К. Чапека

## Відзнаки
- 2006 — Лауреат премії імені Сергія Данченка НСТДУ[4].
- 2007 — Лауреат Дніпровської міської мистецької премії в галузі театрального мистецтва імені Іллі Кобринського
- 2007 — Лауреат премії імені Володимира Блавацького[5]
- 2017 — Заслужений діяч мистецтв України